# 上洞站 (京畿道)
上洞站（：／ Sangdong yeok */?）是首爾地鐵7號線沿線的一座地下車站，位於韓國京畿道富川市上洞。

## 車站結構
站體為2面2線側式月台的地下車站，候車月台設有月台幕門，並有8處出口。

### 月台配置
| 富川市廳 ↑   |
| \| 上        |
| ↓ 三山體育館 |

| 月台 | 路線           | 目的地                                 |
| ---- | -------------- | -------------------------------------- |
| 上行 | ●首爾地鐵7號線 | 溫水、高速巴士客运站、上鳳、長岩方向   |
| 下行 | ●首爾地鐵7號線 | 三山體育館、掘浦川、富平區廳、石南方向 |

## 歷史
- 2012年10月27日：落成啟用。

## 車站周邊
- 野人時代露營地
- 上洞湖水公園
- 富川客運站郊遊（朝鲜语：부천터미널 소풍）
  - Newcore Outlet（朝鲜语：뉴코아아울렛）富川店
  - CGV
- Home plus（朝鲜语：홈플러스）富川上洞店
- Aiins World（朝鲜语：아인스월드）
- SAVE ZONE百貨（朝鲜语：세이브존）富川上洞店
- 石川中學
- 上一中學
- 首爾外環高速公路中洞交流道

## 相鄰車站
仁川交通公社
●首爾地鐵7號線
富川市廳（755）－上洞（756）－三山體育館（757）